# Vicente Sainz Pardo
Vicente Sainz Pardo (Valladolid, 19 de abril de 1823 - Salamanca, 16 de julio de 1848) fue un poeta español del Romanticismo bohemio.

## Biografía
Marchó a Madrid a intentar vivir de la literatura y pronto quedó desengañado en la bohemia de entonces; de esa época es su poema humorístico "No hay cosa como el comer", pero también unos libros autógrafos de poesías de 1841 y de 1843-44 que dejó inéditos y Narciso Alonso Cortés afirma haber leído, pero no se han localizado; fracasó un intento suyo de editar un libro y otro de imprimir una revista, La Aurora Boreal. Hizo algunos amigos entre los editores y poetas de entonces, en particular Gustavo Adolfo Bécquer, quien reivindicó su memoria en un artículo escrito en 1867, Juan López Núñez y Juan Martínez Villergas. 
En total solo han quedado de él 17 poesías aparecidas desde 1842 hasta su suicidio de un pistoletazo en 1848, en las revistas en las que colaboró: La Risa, El Dómine Lucas, la Revista de Teatros, el Museo de las Familias, El Mostrador, el Semanario Pintoresco Español y, sobre todo, El Genio. También se conservan dos prosas de 1844 en esta última revista, "Dolor de dolores" y una "Fantasía" en dos partes. Los grandes temas de la obra de Sainz Pardo son el desengaño, el adulterio y el suicidio. "Hojas de flores marchitas" es su obra poética más larga y de mayor calidad, también la más citada, publicada póstuma con el artículo de Bécquer en 1867 en el Almanaque de El Museo Universal. En este el poeta sevillano refería que su suicidio se debió "a no poder soportar las contrariedades de un amor sin ventura y algunas decepciones sociales"